# Contretemps (Star Trek)
Pour les articles homonymes, voir Contretemps.
Contretemps (The City on the Edge of Forever) est le vingt-huitième épisode de la première saison de la série télévisée Star Trek. Il fut diffusé pour la première fois le 6 avril 1967 sur la chaîne NBC. L'épisode est souvent considéré comme l'un des meilleurs de la série initiale.
Délirant à la suite d'une surdose de cordrazine, le docteur Leonard McCoy remonte dans le temps et tente de changer le cours de l'histoire. Le capitaine Kirk et Spock le suivent dans les années 1930 afin de l'en empêcher.

## Distribution

### Acteurs principaux
- William Shatner : James T. Kirk (VF : Yvon Thiboutot)
- Leonard Nimoy : Spock (VF : Régis Dubost)
- DeForest Kelley : Leonard McCoy
- George Takei : Hikaru Sulu
- Nichelle Nichols : Uhura
- James Doohan : Montgomery Scott

### Acteurs secondaires
- Joan Collins : Edith Keeler
- John Harmon : Rodent
- Hal Baylor : le policier
- David L. Ross : le lieutenant Galloway
- John Winston : chef de transport Kyle
- Bartell LaRue : voix du Gardien
- Howard Culver : alcoolique
- Eddie Paskey : le lieutenant Leslie

## Résumé
L'Enterprise découvre, près d'une planète, une perturbation temporelle dont l'influence détruit l'ordinateur du lieutenant Hikaru Sulu et le blesse. En tentant de le soigner, le docteur Leonard McCoy s'injecte une dose de cordrazine bien au-dessus de la dose normale. En proie à des hallucinations et à des idées paranoïaques, McCoy s'enfuit et se téléporte sur la planète. Le capitaine Kirk l'y suit avec une équipe de secours. À la surface, ils tombent sur une entité nommée « Gardien de l'Éternité » qui a pris la forme d'un portail lumineux permettant de repartir dans le temps. Alors que Spock enregistre ce qu'il voit à travers, McCoy passe à travers celui-ci, ce qui a pour effet de le téléporter à travers le temps. L'équipage s'aperçoit alors que l'Enterprise n'existe plus et le gardien les informe que le cours du temps a été changé : ni les voyages spatiaux ni la fédération n'existent. Spock et Kirk décident de remonter le temps peu avant l'arrivée du Docteur McCoy afin d'empêcher l'altération de l'histoire.
Kirk et Spock arrivent à New York durant la période de la Grande Dépression. Après avoir volé des vêtements afin de ne pas paraître suspects, les deux hommes trouvent refuge dans un centre pour les défavorisés dirigé par une femme nommée Edith Keeler. Alors que Kirk tombe amoureux d'elle, Spock tente de créer un ordinateur capable de réparer son tricordeur afin de connaître l'événement que McCoy va modifier. Quelques jours passent durant lesquels Kirk et Keeler finissent par se fréquenter. McCoy débarque enfin à New York, délirant, et est recueilli en secret par Edith Keeler. Spock découvre enfin l'élément que McCoy va changer : Edith Keeler doit normalement mourir lors d'un accident de voiture. Si celui-ci n'a pas lieu, elle créera un mouvement pacifiste qui empêchera l'entrée en guerre des États-Unis lors de la Seconde Guerre mondiale et conduira à la victoire de l'Allemagne nazie.
Keeler soigne McCoy qui est délivré de l'influence de la cordrazine. Alors qu'elle sort voir un film avec Kirk, Edith mentionne le nom de McCoy. Spock et Kirk le retrouvent ce qui attire l'attention d'Edith alors qu'elle traverse la rue sans prendre garde à l'arrivée d'un camion. McCoy tente alors de la sauver mais il est retenu au dernier moment par le capitaine Kirk. Edith meurt, Spock, McCoy et Kirk reviennent à leur époque, le temps ayant retrouvé son cours normal. Kirk, démoralisé par son action, ordonne à ses hommes de repartir de la planète.

## Autour de l'épisode
C'est la première fois que les nazis sont évoqués dans Star Trek. Ceux-ci réapparaîtront de façon plus proéminente dans l'épisode de la seconde saison Fraternitaire ainsi que dans des épisodes des séries dérivées Star Trek: Voyager et Star Trek: Enterprise.

### Le Gardien de l'éternité
Cet épisode marque la première apparition du personnage du Gardien de l'éternité. Celui-ci réapparaîtra une seconde fois dans l'épisode de Star Trek - La série animée nommé Retour dans le passé ou Le Petit Spock. Sa voix est jouée par l'acteur jouant Scottie, James Doohan. Il fut question que le personnage revienne dans un épisode de la série dérivée Star Trek : The Next Generation lors de la création de l'épisode L'Entreprise viendra d'hier. À l'origine, une équipe de Vulcains devait passer par erreur à travers le portail et changer le cours de leur histoire en tuant Surak, le fondateur de la logique vulcaine. L'idée fut refusée par le producteur Michael Piller qui voulait un épisode bien plus centré sur les personnages de The Next Generation et Surak et le gardien furent supprimés de l'épisode.
Une mini-série non officielle nommée Star Trek: Of Gods and Men voit Charlie Evans, le personnage de l'épisode Charlie X traversant le portail pour changer l'histoire. Le gardien de l'éternité est aussi réapparu dans de nombreux romans dérivés de la série et ce dès Star Trek: The New Voyages en 1976, la toute première compilation de nouvelles dérivées de Star Trek. Le gardien réapparaît aussi dans les romans de l'auteur Ann C. Crispin Yesterday's Son (1983) et sa suite Time for Yesterday (1988), ainsi que dans le roman Imzadi (1992) de Peter David et Federation (1994) de Judith et Garfield Reeves-Stevens.
Le gardien réapparaît aussi dans les comic-book dérivés de Star Trek chez Gold Key Comics comme No Time Like the Past de George Kashdan et Al McWilliams (1978) et Timecrime et Howard Weinstein, Rod Whigham, Rob Davis, et Arne Starr. Dans ces histoires l'équipage de l'Enterprise doit utiliser le gardien afin de contrer des criminels qui tentent de changer le passé. Le personnage apparaît aussi dans la version comic book du script original d'Harlan Ellison publiée chez IDW Publishing.
Le MMORPG Star Trek Online possède aussi une mission nommée « City on the Edge of Never » demande aux personnages de se servir du portail afin d'empêcher les klingons de changer l'histoire en 2270. Cette mission, une des plus appréciées du jeu, est relatée avec la voix de Leonard Nimoy.
Le gardien revient dans la saison 3 de la série Star Trek: Discovery, où il est la clé pour sauver l'impératrice Philippa Georgiou dont les cellules se désagrègent peu à peu à cause de son départ de l'univers miroir auquel s'ajoute son déplacement temporel au XXXIe siècle.

## Production

### Écriture
L'épisode est connu pour avoir été écrit par l'auteur de science fiction Harlan Ellison. Il s'agit d'un des tout premiers scénaristes que le producteur Gene Roddenberry identifiera lors du lancement du projet Star Trek. À l'époque, Ellison était un scénariste reconnu et il avait reçu en 1965 un prix lors de la Writers Guild of America Awards récompensant son travail sur l'épisode La Main de verre de la série Au-delà du réel. Ellison venait de lire la biographie de l'évangeliste Aimee Semple McPherson. Il imagina un scénario où le capitaine Kirk remontait dans le temps, tombait amoureux d'une personne similaire, douée de bonnes intentions mais que celle-ci devait être destinée à mourir afin que le cours temps soit préservé.

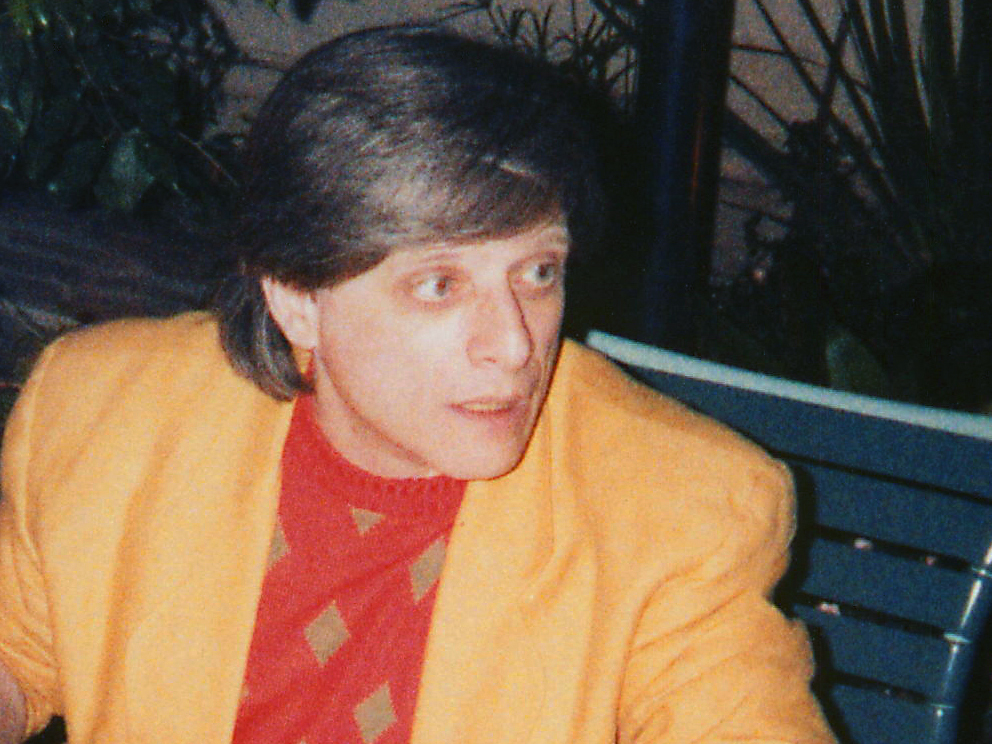
Harlan Ellison (en 1982) fut l'un des premiers scénaristes engagés sur Star Trek

 En mars 1966, Ellison parle de son idée à Roddenberry qui l'accepte. En moins d'une semaine, il en produit un script que le producteur Robert H. Justman qualifiera de brillant. Ce script avait toutefois été écrit avant que la bible de la série ne soit créée et entrait en contradiction avec certaines règles établies dans l'univers de Star Trek. Ainsi dans la première version, on voyait le lieutenant Richard Beckwith, un membre d'équipage condamné à mort à la suite du meurtre d'un de ses collègues l'ayant dénoncé pour trafic de stupéfiants. Ellison avait inclus cet élément car il estimait que le vaisseau, comme toute unité militaire, pouvait avoir des gens pourris dans son équipage. Beckwith devait alors se faire fusiller à la surface d'une planète inconnue où ils devaient découvrir le gardien, un homme géant, et une machine à remonter dans le temps antique se trouvant dans une ville abandonnée qui aurait voyagé à travers le temps. Le titre anglais mentionne cette ville qui n'apparaît pas dans la version finale de l'épisode. Beckwith devait s'enfuir au moment de la grande dépression et changer la cours du temps. L'Enterprise devait disparaître et être remplacé par un cargo rempli de renégats nommé le Condor. Cet élément avait été rajouté à la demande de Roddenberry afin d'avoir des antagonistes dans l'histoire.
Gene Roddenberry ne fut pas d'accord avec la façon dont Kirk agissait dans l'épisode et il demanda à Ellison une réécriture. La réécriture prit cinq semaine au cours desquelles Roddenberry donna d'autres directives. L'épisode était toujours prévu pour être filmé durant la première partie de la saison et devait inclure le personnage de Janice Rand jouée par Grace Lee Whitney. La nouvelle version fut prête le 13 mai 1966. Cette version était plus centrée autour de la Terre et le personnage d'Edith Kostler prenait son nom définitif d'Edith Keeler.

### Réécritures

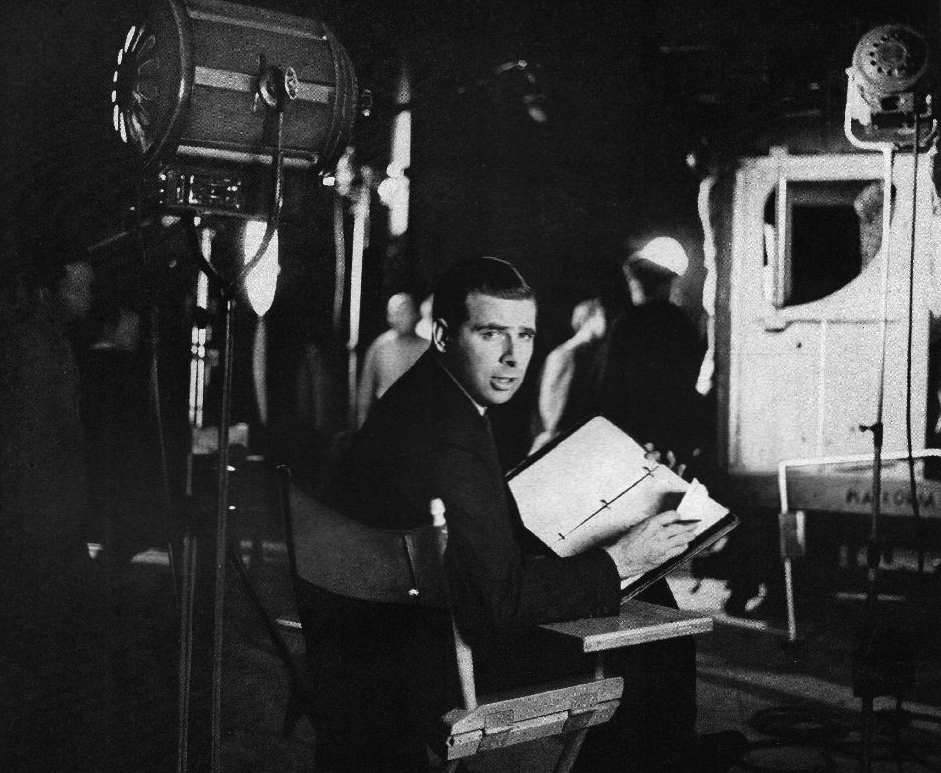
Gene Roddenberry en 1961

Robert H. Justman s'inquiétait du coût de production de l'épisode, notamment les effets du portail temporel, mais aussi une scène avec un mammouth et d'un grand nombre de plans en extérieur et de nuit qui étaient requis par le scénario. Roddenberry demanda alors une nouvelle réécriture à Ellison qu'il installe dans un bureau non loin des assistants. Ellison expliqua qu'à l'époque, cette situation l'ennuyait et qu'il préférait regarder le tournage de la série plutôt que de travailler. Il fut ainsi retrouvé traînant sur le tournage de l'épisode Trois femmes dans un vaisseau. L'épisode est repoussé plusieurs fois dans le planning, Ellison préférant se concentrer sur des scripts d'autres séries, mais une première version est finie le 7 juin.
Toutefois, le script ne satisfaisait toujours pas Justman qui le trouvait trop coûteux avec des personnages qui se comportaient à l'opposé de ce que la bible de la série voulait. Ainsi, on y voyait une dispute entre Kirk et Spock où celui-ci accusait les Humains d'être des barbares et où le capitaine lui répondait que ceux-ci étaient plus avancés dans leur civilisation que les Vulcains. De plus, le script allait à l'inverse de la philosophie de Roddenberry qui estimait qu'au XXIIIe siècle les problèmes de drogue n'existeraient plus. Une demande de réécriture fut à nouveau posé à Ellison. Celui-ci finit par rendre le 15 août un script "final" où les changements étaient à l'opposé de ce que la production lui avait demandé. Constatant que l'épisode n'était toujours pas prêt après 5 mois de réécriture, Justman envoya un mémo au producteur Gene L. Coon afin que la situation soit réglée au plus vite.
Plusieurs stratagèmes sont tentés par Roddenberry et Justman pour pousser Ellison à changer son travail, l'un d'entre eux consistant à envoyer l'acteur William Shatner au domicile du scénariste. L'entrevue est un échec. Selon l'acteur, Ellison l'aurait jeté dehors  mais selon le scénariste, l'acteur est resté un moment sur son canapé à lire le script. Ellison expliqua qu'il pensait que Shatner cherchait à compter les lignes de texte afin de savoir si Leonard Nimoy en avait plus dans cette version, afin de pouvoir se plaindre aux producteurs. Entre-temps, Steve Carabatsos devint le nouveau story editor de la série, un poste dans lequel une personne supervise les scripts afin d'unifier une série. À son arrivée, Coon lui demanda de réécrire le script d'Ellison. Carabatsos supprime une partie des personnages, incorpore l'idée du Docteur McCoy sous l'effet de l'adrénaline et supprime le gardien qu'il remplace par un simple portail temporel.

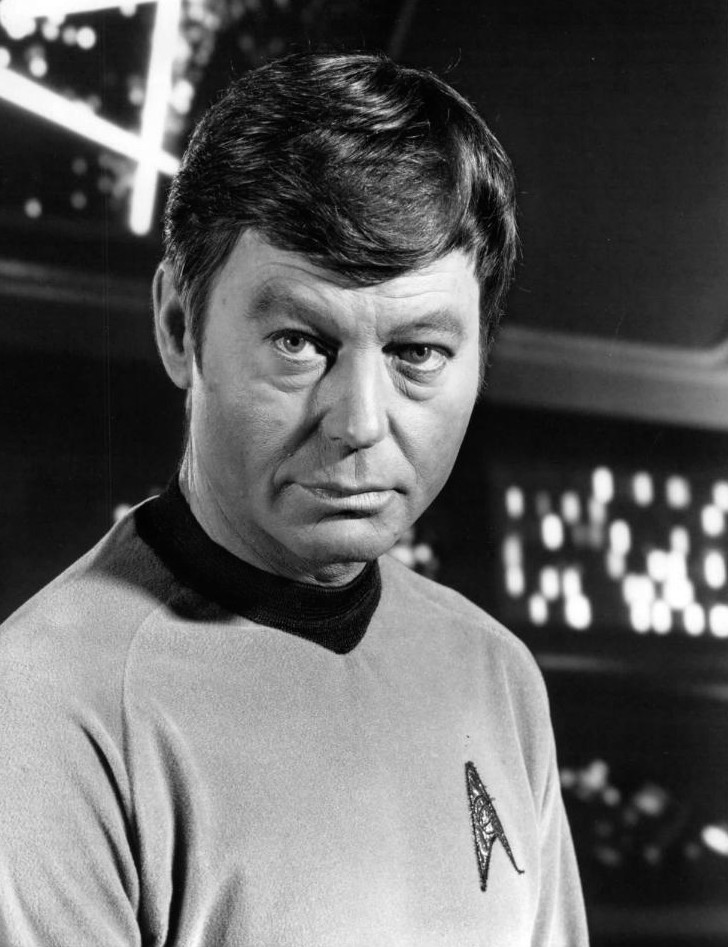
La réécriture de l'épisode se concentre sur une histoire impliquant le personnage du docteur McCoy.

Toutefois cette nouvelle version ne plait ni à Ellison qui accuse Carabatsos d'avoir coupé son texte « à la tronçonneuse », ni à Roddenberry. Celui-ci réengage Ellison afin qu'il réécrive une nouvelle version du script. Le 19 décembre, Ellison soumet à la production une nouvelle version du script. Celle-ci servira de base de travail à Gene Roddenberry qui la modifiera lors de ses vacances de Noël et la présentera le 9 janvier 1967. Cette version élimine les renégats se trouvant sur l' Enterprise et rajoute quelques éléments de comédie. L'épisode est alors considéré comme pouvant être filmé avec un budget raisonnable mais nécessite d'autres changements  Cette version est une nouvelle fois confiée à la réécriture auprès de la nouvelle personne nommée story editor, Dorothy Fontana. Celle-ci était l'ancienne secrétaire de Roddenberry, elle avait lu toutes les versions qu'avait connu le script et considéra cette tâche comme d'être « lancée dans un nid de guêpes. » Sa version introduisit la drogue nommée la cordrazine, un changement qu'Ellison critiquera, estimant qu'il était incohérent pour un médecin de s'injecter ses propres doses de médicament par erreur. Justman vanta les mérites de ce script, même s'il estimait qu'il faisait disparaître un peu du mystère et de la beauté du script initial.
Toutefois, cela ne satisfit pas Roddenberry qui réécrivit une version finale du script en date du 1er février 1967. Ellison critique cette version remplie "des merdes utopistes que Roddenberry affectionne particulièrement." À la suite des nombreuses réécritures, seules deux lignes de dialogue du script original étaient restées. Ellison tente alors d'être crédité sous le nom de Cordwainer Bird, mais Roddenberry le menace de le faire rayer de la Writers Guild of America s'il le fait. La série espérait faire un peu de publicité pour cet épisode grâce au nom d'Harlan Ellison.

### Casting
L'actrice Joan Collins était déjà assez connue dans les années 1960. Lorsque son agent la contacta à propos de Star Trek, ses enfants, notamment son aînée, furent très enthousiastes à l'idée qu'elle puisse tourner dans la série. Pevney dira plus tard que Joan Collins avait beau être une actrice « notoire », elle s'entendit bien avec le casting de la série.
John Harman qui est crédité dans le rôle d'un personnage portant le nom de Rodent dans cet épisode, reviendra dans un rôle plus important dans l'épisode Une partie des actions. Si certaines sources créditent la voix du gardien comme étant celle de James Doohan, elle fut jouée par Bartell LaRue. Cet acteur apparaîtra d'ailleurs dans l'épisode Sur les chemins de Rome de la série et sa voix sera réutilisée dans les épisodes Les Enchères de Triskelion, Fraternitaire et La Frontière. Cet épisode voit aussi le retour des acteurs secondaires David L. Ross dans le rôle du lieutenant Galloway et John Winston dans celui du lieutenant Kyle.

### Tournage
Le tournage eut lieu du 3 au 14 février 1967 au studio de la compagnie Desilu sur Gower Street à Hollywood, sous la direction du réalisateur Joseph Pevney Le tournage se termina avec un jour et demi supplémentaire par rapport au planning et coûta 245 316 dollars, un budget bien supérieur aux 185 000 que coûtait un épisode ordinaire. Ayant déjà eu une expérience dans le travail pour le cinéma, Pevney estima que cet épisode lui demanda le même niveau d'exigence. Il avoua ne pas avoir aimé le script initial d'Ellison qui "manquait de dramaturgie et préférait la version réécrite par Roddenberry.
Le tournage démarra en extérieur le 3 février 1967 par une journée de tournage pour des scènes de rues au studio Forty Acres. Ce lieu, qui servait habituellement à la série The Andy Griffith Show avait servi pour le tournage des épisodes Miri et Le Retour des Archons. Malgré le planning, le tournage sur place s'étendit plus longtemps que prévu jusqu'à la fin de la soirée, Pevney ne voulant rater aucune scène, le lieu étant réservé les jours suivants pour le tournage d'autres séries.
Après un arrêt pour le week-end, le tournage repris le 6 février aux studios de la compagnie Desilu sur Gower Street à Hollywood. Les plateaux de la série Mes trois fils furent utilisés afin de servir de scène au lieu où McCoy est soigné par Edith Keeler. DeForest Kelley suggéra l'idée que McCoy tombe lui aussi amoureux de celle-ci. Si Pevney tourna l'épisode avec cette idée en tête, aucune mention explicite n'y est incluse. Le tournage dans ces locaux, simulant le dispensaire de Keeler, se poursuivit jusqu'au 8 février. Du 9 au 10 février, furent tournées les scènes à l'intérieur de l'Enterprise et le reste du tournage se concentra sur les passages ayant lieu dans les ruines où se trouve le portail.
Harlan Ellison maintiendra pendant longtemps que les anciennes ruines viennent d'une erreur de lecture lors de la réécriture du script. Celui-ci affirmera pendant longtemps avoir décrit une « ville abandonnées aux murs couverts de runes. » Toutefois lors de la parution de son script sous forme de comic-book en juillet 2014, il se rendit compte qu'il s'était peut-être trompé. La possibilité qu'un assistant décorateur se soit trompé en cherchant le mot « rune » dans le dictionnaire et tombant sur le mot ruin (ruines) fut aussi évoquée.

### Musique
Il est souvent d'usage qu'en fin de saison de série télévisée, il soit réutilisé un très grand nombre de musiques composées pour d'autres épisodes. Ainsi Contretemps contient des musiques composée par Alexander Courage (La Cage, Où l'homme dépasse l'homme et L'Équipage en folie) et d'autres compositeurs (Une partie de campagne, Charlie X et L'Imposteur). Une partie de la musique pour cet épisode fut composée par Fred Steiner, notamment une partition au violon et violoncelle afin de souligner les instants romantiques. L'épisode inclut aussi la chanson de 1931 Goodnight Sweetheart composée par Ray Noble avec des paroles de Jimmy Campbell et Reg Connelly. Toutefois pour les besoins de l'épisode, la chanson fut réenregistrée par un musicien inconnu.
Les droits de la chanson ayant été acquis, Steiner cherche alors à utiliser son leitmotiv afin de s'en servir comme base pour sa musique. Toutefois, Justman s'y opposa, refusant que la chanson arrive trop tôt dans l'épisode. Steiner voulait aussi faire une variation du générique de Star Trek à la façon des années 1930 au saxophone et au célesta mais cela fut aussi refusé. La musique de cet épisode fut l'une des rares à être enregistrée en stéréo, format inhabituel pour l'époque. La musique fut enregistrée le 24 mars 1967.
La chanson posa problème lors de la réédition des épisodes dans les années 1980 en VHS et Laserdisc, la chanson Goodnight, Sweetheart appartenant dorénavant à un autre studio. Un thème similaire fut créé par un autre orchestre et composé par J. Peter Robinson. Alors que la même chose devait être faite pour l'édition DVD, la chanson Goodnight, Sweetheart fut réintroduite et la Paramount dut payer des droits d'auteur. Les éditions en Blu-Ray comprennent elles aussi la chanson originale.

### Post Production
Les images vues à travers le portail temporel viennent pour la plupart de vieux films de la Paramount.

## Diffusions

### Diffusion aux États-Unis
L'épisode fut retransmis à la télévision pour la première fois le 6 avril 1967 sur la chaîne NBC en tant que vingt-huitième épisode de la première saison. Les mesures d'audience établirent que l'épisode fut deuxième des audiences pendant la première demi-heure derrière Ma sorcière bien-aimée sur ABC avec 11,64 millions de spectateurs. L'épisode battit la série Mes trois fils sur CBS. Durant la seconde demi-heure, il garda sa deuxième position derrière la série Love on a Rooftop sur ABC.
Le 7 octobre 2006, l'épisode fut rediffusé dans une version remastérisée en haute définition avec un son stéréo. C'était le cinquième épisode de la série à être remastérisé. Cette version voit le changement des effets spéciaux, les plans montrant l'extérieur de l'Enterprise furent refaits en images de synthèse ainsi que les plans vus de l'espace sur la planète où se trouve le gardien. Les plans des ruines ont aussi été modifiés.

### Diffusion au Royaume-Uni et au Québec
L'épisode fut diffusé au Royaume-Uni le 26 juillet 1969 sur BBC One.
En version francophone, l'épisode fut diffusé au Québec en 1971. 

### Diffusion en France
En France, l'épisode est diffusé le 13 février 1983 le dimanche midi sur TF1. Il fait partie des treize épisode à avoir été diffusés à cette période.

## Réception critique

### Réaction de l'équipe
L'épisode est très apprécié par l'équipe ayant travaillé sur Star Trek. Gene Roddenberry le note comme étant l'un de ses dix épisodes préférés avec La Ménagerie et Où l'homme dépasse l'homme. D.C. Fontana dira aussi qu'il s'agit d'un de ses deux épisodes préférés avec Tribulations. Selon les interviews, William Shatner le cite comme étant son épisode préféré (à d'autres moments ce sont Les Mines de Horta) expliquant que l'histoire d'amour est bien racontée. C'est aussi l'un des épisodes préférés de Leonard Nimoy avec Les Mines de Horta, Le Mal du pays, Un tour à Babel , Un coin de paradis et L'Équipage en folie. En 1995 dans son livre I Am Spock, Leonard Nimoy trouve que Contretemps et Le Mal du pays gardent encore leur puissance et ne se sont pas démodés. DeForest Kelley cite aussi Contretemps comme étant son favori, estimant qu'il possède « l'une des fins les plus tragiques qu'on ait vues à la télévision. » Joan Collins dira des années après qu'elle a apprécié d'avoir joué dans un classique d'une série à la longévité aussi phénoménale.
Toutefois, la phrase finale de l'épisode Let's get the hell out of here causa des problèmes avec la NBC qui ne voulait pas que le mot « hell » (« enfer ») soit utilisé dans un sens profane. Shatner et Roddenberry se battirent pour que la phrase ne soit pas censurée.

### Accueil critique
Contretemps est souvent considéré comme le meilleur épisode jamais créé par la franchise Star Trek. Quelques jours avant sa diffusion initiale, l'Albuquerque Journal écrira : « Il s'agit d'une variation surprenante autour du thème déjà dans Au cœur du temps et que si l'épisode est un peu difficile à comprendre, il est bourré d'imagination. » Lors de la sortie du film Star Trek 4 : Retour sur Terre Luis Aguilar du Washington Post affirmait que Contretemps était une histoire de voyage dans le temps de Star Trek bien plus « brillante » que le film.
En 1996, TV Guide notera cet épisode en numéro 68 des 100 moments les plus mémorables de l'histoire de la télévision et notera cet épisode comme le 92e sur les 100 plus grands épisodes de série télé de tous les temps. En 2003, dans leur livre Beyond the Final Frontier: An Unauthorised Review of Star Trek, Mark Jones et Lance Parkin décrivent l'épisode comme étant « regardé comme le sommet de la série Star Trek » et comme « ce que la série sait faire de meilleur. » Le fait que Kirk laisse Keeler mourir ajoute « une autre dimension à son personnage. ».
Pour le siteThe A.V. Club, Zack Handlen donne à l'épisode la note de A trouvant que l'épisode « n'a pas à démériter d'être un classique » même s'il trouve que l'overdose accidentelle de McCoy a tendance à « étirer » l'épisode. Toutefois, il trouve que l'épisode réussit à être grand et à bien introduire la situation où Kirk va être placé. Il pense que l'épisode aurait fait une meilleure fin de saison que La Lumière qui tue. La même année, Torie Atkinson et Eugene Myers du site Tor.com vont lui donner la note de 6 sur 6. Ils estiment que c'est un épisode incroyable « souvent imité mais jamais surpassé » avec à la fois de la tragédie et de la comédie. Sur le même site, en 2015, Keith DeCandido en donne la note de 10 sur 10 et fait remarquer que les meilleurs épisodes de Star Trek sont avant tout basés sur l'humain. Darren Franich, la même année, dans une comparaison avec la série 12 Monkeys le citera comme l'un des meilleurs épisodes de la télévision tout en notant toutefois neuf problèmes narratif que le spectateur doit avaler pour accepter l'épisode. Comme beaucoup d'autres, il en apprécie fortement la fin.
L'épisode se trouve souvent dans le haut du panier dans les listes d'épisodes de la série ou de la franchise Star Trek. Dans un classement pour le site Hollywood.com, Christian Blauvelt place cet épisode à la 1re position sur les 79 épisodes de la série originelle et estime que le « voyage dans le temps n'a jamais été aussi émotionnel. »
À l'automne 1994, une édition spéciale d' Entertainment Weekly listait la totalité des épisodes, Contretemps arrivant en premier pour ses « effets cosmiques, son jeu d'acteur touchant et son côté « Trek » » ,. IGN classe aussi l'épisode en premier dans sa liste des « 10 épisodes de Star Trek Classic » estimant que « cette belle histoire établit la maxime qui sera exploitée dans le film Star Trek 2 : La Colère de Khan où le besoin de la masse surpasse le besoin de quelques-uns. La réaction de Kirk à la toute fin de l'épisode est l'un des meilleurs moments d'acteur de William Shatner de toute la série. » En 2016, David Brown du site Radio Times estime qu'il s'agit d'un second meilleur épisode qu'une personne non-initiée à Star Trek devrait regarder, qualifiant l'épisode de Retour vers le futur-tragique et estimant qu'il peut se regarder si l'on n'est pas à l'aise avec la science-fiction. De la même façon, Jeremy Fuster de Yahoo! TV l'inclut dans la liste des dix épisodes à voir avant la série de 2017.

### Récompenses
L'épisode provoqua de nouveaux conflits dans l'équipe, lorsque la version initiale du script d'Harlan Ellison gagna en 1967 le prix du « meilleur épisode dramatique » par la Writers Guild of America. Justman trouva hors de propos qu'une version non filmée gagne un prix et Roddenberry répondit qu'il était facile de gagner un prix pour un script dont le coût de fabrication valait trois fois le prix total de la série. Or, les règles de la WGA statuait que même un projet à l'état de brouillon pouvait gagner. De plus, cette victoire se fit au détriment de l'épisode Le Retour des Archons dont le script avait lui aussi été sélectionné. Ce soir-là, Roddenberry et le reste de l'équipe de production étaient assis à une table réservée par Desilu tandis qu'Ellison se tenait à une autre. Lors de sa victoire, l'équipe de Star Trek applaudit tout de même, estimant que cette victoire allait profiter à la série. Ils déchantèrent en écoutant le discours d'Ellison où celui-ci dénonçait l'interférence des studios dans le processus d'écriture. Il brandit son script original en hurlant « Rappelez-vous, ne les laissez pas vous réécrire. » En revenant à sa table, Ellison jeta son script en direction de la table de l'équipe de Star Trek.
Une dispute eut lieu entre Glen A. Larson qui considérait que le crédit devait revenir à Gene L. Coon pour sa réécriture et Ellison qui considérait que c'était sa version qui avait été retenue par la WGA. Un autre scénariste, Don Ingalls (en), raconta avoir croisé Ellison, ivre, dans un bar, qui lui raconta que le script présenté à la WGA avait une nouvelle version, écrite de sorte à gagner le prix. Ellison répondra que cette histoire est un mensonge, celui-ci détestant le goût de l'alcool et ne buvant donc jamais.
L'épisode reçut aussi le prix Hugo, en 1968, pour la « meilleure présentation dramatique » et le prix de l'année de la World Science Fiction Convention. Ces deux prix étaient basés sur la version filmée et non sur le script d'Ellison. Roddenberry affirma avoir été présent aux Hugo et avoir vu Ellison accélérant le pas afin de recevoir le prix à sa place. Ellison estimait que son travail était tellement bon que même une version « massacrée » de son travail pouvait être récompensée.

## Influences et répercussions

### Dispute entre Roddenberry et Ellison
Au début de leur collaboration, Gene Roddenberry avait demandé à ce qu'Harlan Ellison l'aide à promouvoir la série. Ellison avait réuni d'autres auteurs de science-fiction célèbres, comme Richard Matheson, Theodore Sturgeon et Frank Herbert, afin de constituer un comité de soutien à la série. Lorsque le projet Star Trek n'était pas encore approuvé, Ellison avait écrit aux membres de la World Science Fiction Convention pour qu'ils fassent pression sur NBC et mettent en chantier la série. Après la création de Contretemps, Roddenberry et Ellison ne se parlèrent plus pendant plusieurs années. Ellison avait l'impression d'avoir été manipulé tandis que Roddenberry condamna l'attitude d'Ellison et dénigra plusieurs fois l'épisode en public. Ellison vendait des copies de son script durant les conventions tandis que Roddenberry via sa Lincoln Enterprises vendait des versions filmées de l'épisode par correspondance. En 1975, Ellison posa un copyright sur sa première version du script et la publia dans un ouvrage nommé Six Science Fiction Plays aux éditions Simon & Schuster. Quelque temps plus tard, Roddenberry et Ellison tentèrent de se rapprocher. Roddenberry offrira à Ellison une collaboration pour le projet de film Star Trek à la fin des années 1970.
Dans les années 1980, la controverse reprit lorsque Roddenberry affirma dans une interview pour le magazine Video Review que la première version du script écrit par Ellison voyait le personnage de Scotty en train de vendre de la drogue. Il réitéra ses propos en 1987 dans une interview pour le magazine Cinefantastique ainsi que dans une lettre aux conventions. Cette histoire fut démentie par Ellison et par l'écrivain Alan Brennert et en mars 1987, Roddenberry avouera avoir confondu un personnage lambda avec celui de Scotty. En mars 1991, Gene Roddenberry affirmera dans une interview pour la American Humanist Association avoir créé le personnage d'Edith Keeler en se basant sur son père qui était officier de police.
Puis, pendant des années, Harlan Ellison refusa de parler de l'épisode. Dès qu'un magazine lui proposait cette question en interview, il refusait d'y répondre ou demandait une somme d'argent qui était cinq fois plus importante que le tarif normal. En décembre 1994, TV Guide acceptera de lui payer cette somme. Toutefois, son interview sera dénigrée par les fans de la série. Afin de se justifier, Ellison racontera sa version de l'affaire en 1996 dans un livre intitulé Harlan Ellison's The City On the Edge of Forever. Dans celui-ci, il affirme avoir été sous-payé pour l'épisode et estime que son épisode a permis d'engraisser des gens qui ont charcuté son histoire.
Le 13 mars 2009, Harlan Ellison intente un procès envers contre CBS estimant que 25 % des produits dérivés, publications en rapport avec son épisode devraient lui revenir. Il affirmera à la presse avoir subi « 35 ans de manque de respect et d'argent. » Le 22 octobre, les charges furent levées à la suite d'un accord entre les avocats d'Ellison et ceux de CBS.

### Influences
Lorsque le projet de film Star Trek fut évoqué à la fin des années 1970, Roddenberry voulut qu'il s'inspire de cet épisode, très apprécié par les fans. L'équipage de l'Enterprise devait retourner en 1963 afin d'empêcher l'assassinat de John F. Kennedy. L'épisode fut aussi une source d'inspiration pour Leonard Nimoy dans la création du film Star Trek 4 : Retour sur Terre. Celui-ci avait rencontré le scénariste Harve Bennett qui lui avait dit que Contretemps était son épisode préféré et que l'équipage pourrait revenir sur la Terre du passé.
L'épisode de South Park La Ville au bord de l'éternité porte le titre original de City on the Edge of Forever en référence à cet épisode.

## Adaptations littéraires
L'épisode fut adapté à l'écrit sous forme d'une nouvelle de dix-sept pages écrite par James Blish dans le livre « Star Trek 2 » un recueil compilant différentes histoires de la série et sortit en février 1968 aux éditions Bantam Books. Ayant eu sous la main le script original d'Ellison, Blish tenta d'écrire une version combinant la version télé et celle du script. En France, cette novélisation fut publiée en 1991 aux éditions Claude Lefrancq éditeur sous le nom de Star Trek : Le duel et traduite sous le titre de La Ville au seuil de l'éternité par Paul Couturiau.
En 1977, l'épisode connut aussi une adaptation en roman-photo créé à partir des captures d'écran de l'épisode. En 2015, les éditions IDW comics publièrent une adaptation sous forme de comic-book du script original d'Harlan Ellison avec des dessins de J.K. Woodward.

## Éditions commerciales
Aux États-Unis, l'épisode est disponible sous différents formats. La première édition de l'épisode fut en 1982 au format de cassette audio par Startone production en 1982 et sous format LaserDisc en 1985 avec l'épisode Les Jumeaux de l'Apocalypse. La même année sortira une réédition de la version VHS ainsi qu'une version Betamax.
L'épisode fut édité en 2000 lors de la sortie de la série en DVD dans une version comprenant aussi Les Arbitres du cosmos et ne contenant aucun bonus. L'épisode fut réédité en DVD en 2004 pour la sortie de la première saison de la série en coffret DVD, lors de la sortie de l'intégrale de la série. En 2009 la version remastérisée de l'épisode fut éditée lors de la sortie de l'intégrale de la série en DVD et Blu-ray et dans la collection Star Trek: Origins en Blu-ray en 2013.
En France, l'épisode fut disponible avec l'édition VHS de l'intégrale de la saison 1, sortie le 13 janvier 2000. L'édition DVD est sortie le 30 août 2004 et l'édition Blu-ray le 29 avril 2009.